# Јесења изложба УЛУС-а (1982)
Јесења изложба УЛУС-а (1982) је трајала од 3. новембра до 1. децембра 1982. године. Одржана је у Галерији Удружења ликовних уметника Србије, у Београду.

## Излагачи
1. Милун Анђелковић
2. Петар Бановић
3. Веселин Бањевић
4. Селимир Брбуловић
5. Милан Бесарабић
6. Видоје Васић
7. Стево Владић
8. Лазар Вујаклија
9. Димитрије Вујовић
10. Мирјана Вукмировић Пачов
11. Живан Вулић
12. Славица Вучковић
13. Ненад Грбић
14. Савица Дамјановић
15. Драган Димитријевић
16. Драган Димић
17. Јован Димовски
18. Петровић Драгић
19. Стеван Дукић
20. Амалија Ђаконовић
21. Ђорђе Ђорђевић
22. Љубиша Ђурић
23. Слободан Ђуричковић
24. Милица Жарковић
25. Маша Живкова
26. Јован Живковић
27. Весна Зламалик
28. Владимир Јанковић
29. Душан Јевтовић
30. Дивна Јеленковић
31. Татјана Јерот
32. Александар Јовановић
33. Душан Јовановић
34. Обрад Јовановић
35. Дејан Јовичић
36. Мирјана Јокановић
37. Вера Јосифовић
38. Предраг Јоцић
39. Маријана Каралић
40. Ленка Кнежевић Жуборски
41. Боривоје Којић
42. Милутин Кораћ
43. Јован Крижек
44. Гордан Крчмар
45. Александар Кумрић
46. Виолета Лабат
47. Недељко Лампић
48. Иван Луковић
49. Љубодраг Маринковић
50. Бранислав Марковић
51. Бранко Манојловић
52. Мирјана Мартиновић Бумбовић
53. Велимир Матејић
54. Душан Матић
55. Милинко Миковић
56. Љубица Миленковић Добровић
57. Милан Миљковић
58. Предраг Михаиловић
59. Слободан Михаиловић
60. Драгослав Момчиловић
61. Марклен Мосијенко
62. Зоран Настић
63. Јелка Нешковић Думовић
64. Добривоје Николић
65. Мирослав Николић
66. Звонко Новаковић
67. Миливоје Новаковић
68. Миленко Остојић
69. Зорица Павковић
70. Илија Пандуровић
71. Јован Пантић
72. Јосипа Пашћан
73. Саво Пековић
74. Драга Петровић
75. Милица Петровић
76. Томислав Петровић
77. Зоран Петрушијевић
78. Љиљана Петрушијевић
79. Тамара Поповић Новаковић
80. Ставрос Попчев
81. Божидар Продановић
82. Зоран Пурић
83. Божидар Раднић
84. Љиљана Ракић
85. Владанка Рашић
86. Видоје Романдић
87. Мирољуб Сретеновић
88. Мирослав Стевановић
89. Мирко Стефановић
90. Марија Стошић
91. Ана Танић
92. Владимир Тјапкин
93. Србољуб Траванов
94. Лепосава Туфегџић
95. Вјекослав Ћетковић
96. Милорад Ћирић
97. Светлана Хераковић
98. Ахмет Хошић
99. Јосиф Хрдличка
100. Драгана Цигарчић
101. Златана Чок
102. Хелена Шипек
103. Марина Шрајбер